# 帕蒂斯
帕蒂斯是巴西米纳斯吉拉斯州的一个市镇。总面积444.646平方公里，总人口5346人，人口密度12人/平方公里。